# Barabbas – Der Mann im Dunkel
Barabbas – Der Mann im Dunkel ist ein schwedischer Spielfilm aus dem Jahr 1953 von Alf Sjöberg. Der Film basiert auf dem Roman Barabbas von Pär Lagerkvist; eine weitere Filmversion entstand im Jahr 1961 mit Anthony Quinn in der Hauptrolle, ferner wurde 2012 eine Neuverfilmung veröffentlicht.

## Handlung
Während des Prozesses gegen Jesus Christus verlangt das Volk die Freilassung des Räubers Barabbas. An Barabbas’ Stelle wird Jesus Christus gekreuzigt. Barabbas’ Freunde freuen sich über seine Freilassung und Rückkehr.
Am nächsten Tag hat er Visionen von der Dunkelheit, die bei Jesu Tod auf Golgatha einsetzte, und trifft auf Petrus.
Im Tal des Todes hoffen die Leprakranken auf Jesu Rückkehr und die Heilung durch ihn.
Als Jesus von den Toten wiederaufersteht, glaubt Barabbas, Jesu Jünger hätten seinen Leichnam mitgenommen. Barabbas versucht vergeblich, sich von Jesu Anhängern seine Lehre erklären zu lassen; ihm fällt es immer noch schwer, zu glauben, dass jemand von den Toten auferstehen kann. Er macht die Bekanntschaft von Lazarus, was seine Meinung allerdings nicht ändert. Als Barabbas als der Kriminelle wiedererkannt wird, der an Jesu Stelle freigelassen wurde, wird er von Jesu Anhängern vertrieben.
Als später eine Frau gesteinigt werden soll, die Jesu Lehre verkündet hat, tötet Barabbas den Schreiber. Nachts bringt Barabbas die Frau fort und zu ihren Eltern. Nachdem sie von ihrem Vater weggejagt worden ist, wandert sie durch die Wüste.
Barabbas wird Sklave in den Kupferminen auf Zypern. In der Mine lernt er den Sklaven Sahak kennen, der ihm Jesu Lehre näherbringt. Als der neue Aufseher Sahaks Freilassung erreicht, besteht dieser darauf, dass auch Barabbas freigelassen wird. Dafür müssen jetzt beide an der Oberfläche Mehl mahlen. Sahak wird vom Kaiser zum Tode verurteilt, weil er an seinem Glauben an Jesus festhält. Barabbas hingegen bekommt leichtere Aufgaben zugeteilt, als er sagt, dass er nicht an Jesus glaube. Der Kaiser nimmt Barabbas nach Rom mit. Eines Tages versucht Barabbas, sich auf eine der heimlichen Zusammenkünfte der Christen zu schleichen.
Als in Rom ein Feuer ausbricht und die Christen verdächtigt werden, glaubt Barabbas, Jesus sei zurückgekehrt, um die Welt zu erneuern. Als er das Feuer entfacht, wird er verhaftet. Petrus erklärt ihm, dass der römische Kaiser das Feuer gelegt habe und dass der christliche Gott die Liebe ist. Petrus ruft die anderen Christen auf, Barabbas nicht zu verurteilen. Barabbas wird gemeinsam mit anderen Christen gekreuzigt.

## Auszeichnungen
Der Film wurde 1953 auf den Internationalen Filmfestspielen von Cannes 1953 gezeigt.

## Kritiken
„Pär Lagerkvists eindrucksvoller Legenden-Roman wurde zu einem tief religiösen Film fern jeder Kinoroutine geformt.“